# كهف كيندرل
كهف كيندرل (بالباشقيرية: Киндерле мәмерйәһе)‏ هو ثاني أطول كهف في جبال الأورال الجنوبية.